# Mentha gattefossei
Mentha gattefossei ist eine Pflanzenart in der Gattung der Minzen (Mentha) innerhalb der Familie der Lippenblütler (Lamiaceae). Diese gering gefährdete Art kommt ausschließlich in Marokko vor.

## Beschreibung

### Erscheinungsbild
Mentha gattefossei ist eine ausdauernde krautige Pflanze. Das mehr oder weniger verlängerte, kriechende Rhizom bildet zur Blütezeit oder danach neue Ausläufer. Der einfache bis wenig verzweigte Stängel ist 20 bis 30 Zentimeter hoch, am Ansatz manchmal kurz niederliegend und dort wurzelnd, danach aufrecht stehend und reich mit Laubblättern und achselständigen Blattbüscheln beblättert. Er ist weißlich und nur an den Knoten etwas behaart, besitzt aber sitzende, kugelige Drüsen.

### Laubblätter
Die gegenständig am Stängel angeordneten Laubblätter sind ungestielt. Die einfache Blattspreite ist leuchtend grün und kahl. Es ist nur der Mittelnerv deutlich ausgeprägt, die Sekundärnervatur ist dagegen sehr fein und kaum erkennbar. Die Blattunterseite ist mehr oder weniger dicht drüsig punktiert. Die Blätter der Ausläufer sind eiförmig bis länglich und gegen die abgerundete Spitze gekerbt oder gewellt. Die Blattspreite der Stängelblätter ist flach bis eingerollt, breit linealisch bis linealisch-verkehrt-lanzettlich und gegen die abgerundete bis sehr stumpfe Spitze gekerbt. Die weißliche Mittelrippe steht auf der Spreitenunterseite über zwei Drittel bis drei Viertel der Länge hervor und verliert sich mehr oder weniger gegen die Spitze hin.

### Blütenstand
Der Blütenstand besteht aus entfernt voneinander stehenden, vielblütigen Scheinquirlen mit kugelförmigem Umriss. Ihre Tragblätter ähneln den Laubblättern, werden gegen die Spitze des Blütenstandes zunehmend kleiner und breiter und sind fast ganzrandig. Die Deckblätter sind meist eiförmig-lanzettlich, stumpf oder spitzlich und ganzrandig. Die ungleich langen, mit winzigen Drüsen besetzten Blütenstiele sind halb bis dreiviertel so lang wie die Kelchröhre.

### Blüte
Die zwittrige Blüte ist zygomorph. Der blassgrüne Kelch besteht aus fünf röhren- bis trichterförmig verwachsenen Kelchblättern. Die äußere Oberfläche ist meist unbehaart, mit großen, kugeligen, goldgelb glänzenden Drüsen punktiert und gleichzeitig durch winzige, durchsichtige Drüsen papillös. Die Kelchröhre besitzt zwölf Nerven und auf der Innenseite im Schlund eine zottige Behaarung. Die fünf kahlen, aufrechten Kelchzähne sind sehr ungleich. Die beiden vorderen Kelchzähne sind aus einem dreieckigen Grund in eine lange, durchsichtige Pfriemenspitze ausgezogen, die drei hinteren sind kurz dreieckig mit einem durchsichtigen Spitzchen.
Die blass-lila gefärbte, verwachsenblättrige, trichterförmige, vierspaltige Krone überragt den Kelch. Die Kronröhre ist außen und innen kahl. Die lang bewimperten Kronzipfel sind länglich mit abgerundeter Spitze.
Die vier annähernd gleich langen Staubblätter ragen weit aus der Blütenkrone hervor; an den kahlen Staubfäden setzen die ellipsoidischen, schwarzvioletten Staubbeutel mittig an. Der kahle Griffel ist zweispaltig.

### Frucht
Die verkehrt-eiförmigen, rötlichgelben Klausen besitzen eine glatte Oberfläche mit winzigen Warzen, die Kanten sind unberandet, der Grund spitzlich, die Innenseite fast gekielt.

### Phänologie
Die Blütezeit beginnt ab Ende Juni und dauert bis Juli.

### Chromosomenzahl
Es wurden in drei Arbeiten Chromosomenzahlen von 2n = ca. 32 und 36 sowie 40, 48 veröffentlicht.

### Inhaltsstoffe
Alle Pflanzenteile sind wohlduftend, sie riecht nach der Polei-Minze. Im ätherischen Öl konnten 52 Bestandteile nachgewiesen werden, darunter als besonders charakteristisch Pulegon, Isomenthon, Piperiton und Piperitenon.

## Vorkommen und Gefährdungsstatus
Mentha gattefossei ist in Marokko endemisch. Sie kommt dort in 10 bekannten Standorten im Mittleren, im Hohen Atlas und im Anti-Atlas auf Feuchtweiden in Höhenlagen zwischen 1600 und 2100 Metern vor. Des Öfteren ist sie vergesellschaftet mit der Polei-Minze (Mentha pulegium). Ein weiteres Vorkommen existiert am Ziz-Fluss in der Sahara.
Mentha gattefossei wird von der IUCN als „Vulnerable“ eingestuft. Als Bedrohungen gelten eine nicht nachhaltige Nutzung als Lebensmittel und Heilpflanze und häufige Überweidung der Standorte. Inzwischen sind erste Schutzmaßnahmen eingeleitet worden.

## Systematik
Mentha gattefossei wurde 1922 von René Charles Maire erstbeschrieben. Das Artepitheton ehrt den Chemieingenieur und Botaniker Jean Gattefossé, der durch seine Aufsammlungen zur Kenntnis der marokkanischen Flora beitrug.
Maire platzierte Mentha gattefossei in der Sektion Pulegium und vermutete, diese Art sei eng verwandt mit der Polei-Minze. Dieser Klassifikation folgten Harley und Brighton 1977. Arthur O. Tucker und Robert F.C. Naczi hingegen platzierten sie 2007 in der Sektion Eriodontes, gemeinsam mit der Hirsch-Minze (Mentha cervina). Molekulargenetische Untersuchungen bestätigen die Monophylie der Sektion zwar nicht, die beiden Arten sind aber danach tatsächlich Schwestern.

## Nachweise
1. 1 2 3 4 5 6 7 8 9 10 11  René Maire: Contributions à l'étude de la Flore de l'Afrique du Nord (Quatrième Fascicule). In: Bulletin de la Société d'histoire naturelle de l'Afrique du nord. Band 13, Nr. 2, 1922, S. 37–44 (PDF-Datei). (Memento vom 25. Dezember 2016 im Internet Archive)
2. 1 2  Aïcha Ouyahya: Mentha. In: Mohamed Fennane, Mohammed Ibn Tattou, Aïcha Ouyahya, Jalal El Oualidi: Flore Pratique du Maroc. Manuel de détermination des plantes vasculaires. Volume 2: Angiospermae (Leguminosae–Lentibulariaceae) (= Travaux de l'Institut Scientifique, Série Botanique). Band 38, 2007, Rabat, ISBN 9954-8347-4-5.
3. ↑  Mentha gattefossei, Chromosomenzahl bei Tropicos.org. Missouri Botanical Garden, St. Louis
4. ↑  Fujita Shin’ichi, Moriyoshi Kayo: Essential Oil of Mentha Gattefossei Maire. In: Nippon Kagakkai Koen Yokoshu. Band 79, Nr. 2, 2001, S. 1366 (Abstract) (Memento des Originals vom 15. August 2018 im Internet Archive)  Info: Der Archivlink wurde automatisch eingesetzt und noch nicht geprüft. Bitte prüfe Original- und Archivlink gemäß Anleitung und entferne dann diesen Hinweis..
5. 1 2  IUCN: Mentha gattefossei: Rankou, H., M'Sou, S., Diarra, A. & Ait Babahmad, R.A.: The IUCN Red List of Threatened Species 2020: e.T164184A72262769. International Union for Conservation of Nature, 17. Mai 2018, doi:10.2305/iucn.uk.2020-1.rlts.t164184a72262769.en (iucnredlist.org [abgerufen am 5. September 2023]).
6. ↑  Jiranan Bunsawat, Natalina E. Elliott, Kate L. Hertweck, Elizabeth Sproles, Lawrence A. Alice: Phylogenetics of Mentha (Lamiaceae): Evidence from Chloroplast DNA Sequences. In: Systematic Botany. Band 29, Nr. 4, 2004, S. 959–964, DOI:10.1600/0363644042450973.